# Märt Rask
Pour les articles homonymes, voir Rask.
Vous pouvez aider à l'améliorer ou bien discuter des problèmes sur sa page de discussion.
- Il ne cite pas suffisamment ses sources. Vous pouvez indiquer les passages à sourcer avec {{référence nécessaire}} ou {{Référence souhaitée}}, et inclure les références utiles en les liant aux notes de bas de page. (Marqué depuis mai 2024)
- Son texte doit être wikifié : il ne correspond pas à la mise en forme Wikipédia (style, typographie, liens internes, liens entre les wikis, etc.). (Marqué depuis mai 2024)

- Archive Wikiwix
- Bing
- Cairn
- DuckDuckGo
- E. Universalis
- Gallica
- Google
- G. Books
- G. News
- G. Scholar
- Persée
- Qwant
- (zh) Baidu
- (ru) Yandex
- (wd) trouver des œuvres sur Wikidata

Märt Rask (né le 19 décembre 1950 à Kõue) est un homme politique et un juriste estonien.
Il est diplômé de la faculté de droit de l'université de Tartu en 1978. Depuis le 1er août 1978, il est membre du collège des avocats estoniens. Député au Riigikogu de 2004 à 2013, il occupe le poste de ministre de la justice du gouvernement estonien de 1999 à 2003. En 2006, il est décoré de l'ordre de l'Étoile blanche d'Estonie de 2e classe.

## Controverse
En mars 2001, le Ministère de la justice estonien procède à une réforme dans le domaine du gouvernement de Märt Rask, qui supprime les anciens services exécutifs subordonnés aux tribunaux de comté et de ville et nomme des huissiers indépendants qui ont réussi l'attestation.
La mise en œuvre superficielle de la réforme et le comportement incompétent de Märt Rask se reflètent dans la directive de ce dernier, qui inflige une amende injustifiée de 50 000 couronnes à l'huissier de justice Raul Uesson. Raul Uesson fait appel de l'ordonnance du ministre devant le tribunal et remporte le tribunal de première et de deuxième instance. Le tribunal estime que l'ordonnance du ministre de la Justice a violé de manière significative les conditions de base pour l'imposition d'une sanction disciplinaire. Le contenu de l'infraction disciplinaire et les circonstances factuelles ne ressortaient pas clairement de la directive, et la description de l'infraction ne correspondait pas à la composition de l'infraction disciplinaire identifiée.